# Гребля (Хустський район)
Гре́бля — село в Зарічанській сільській громаді Хустського району Закарпатської області України. Населення становить 1312 осіб (станом на 2001 рік).

## Назва
Колишня назва населеного пункту — село «Верхній Караслов» — Верхні Карасі з угорської

## Герб
Щит розтятий і перетятий лазуровим і срібним. У першій частині срібний вітряк з червоними дахами і золотими крилами. У другій частині виникає срібний сніп. У третій частині щиток, розтятий лазуровим і срібним. У першій частині щитка три золоті балки, у другій частині червоний повсталий ведмідь. У четвертій частині два срібних весла, покладених у косий хрест, поверх них такий самий човен. У опуклій зеленій главі червоний ромб. В увігнутій червоній базі срібні літери "1490".

## Географія
Село знаходиться за 5 км від міста Іршава, на правому березі Боржави, порослому вільхами та вербами.
| Клімат Греблі           | Клімат Греблі | Клімат Греблі | Клімат Греблі | Клімат Греблі | Клімат Греблі | Клімат Греблі | Клімат Греблі | Клімат Греблі | Клімат Греблі | Клімат Греблі | Клімат Греблі | Клімат Греблі | Клімат Греблі |
| Показник                | Січ.          | Лют.          | Бер.          | Квіт.         | Трав.         | Черв.         | Лип.          | Серп.         | Вер.          | Жовт.         | Лист.         | Груд.         | Рік           |
| Середній максимум, °C   | 0,7           | 3,1           | 9,0           | 15,8          | 21,1          | 23,9          | 25,6          | 25,2          | 21,2          | 15,5          | 7,9           | 2,8           | 14,3          |
| Середня температура, °C | −2,6          | −0,4          | 4,5           | 10,4          | 15,3          | 18,3          | 19,8          | 19,3          | 15,6          | 10,3          | 4,5           | 0,1           | 9,6           |
| Середній мінімум, °C    | −5,9          | −3,8          | 0,0           | 5,1           | 9,6           | 12,7          | 14,1          | 13,5          | 10,0          | 5,1           | 1,2           | −2,6          | 4,9           |
| Норма опадів, мм        | 45            | 38            | 40            | 48            | 71            | 90            | 78            | 70            | 48            | 44            | 51            | 59            | 682           |
| ----------------------- | ------------- | ------------- | ------------- | ------------- | ------------- | ------------- | ------------- | ------------- | ------------- | ------------- | ------------- | ------------- | ------------- |
| Джерело:                |               |               |               |               |               |               |               |               |               |               |               |               |               |

### Корисні копалини
На території села розвідані мінеральні та термальні сірководневі джерела та поклади природного газу.

## Історія
Перші поселенці були із села Тарпи, яке знаходилось на території теперішньої Угорщини. Цю місцевість вже відтоді стали звати «Зачарована долина». Кругом цієї долини невисокі гори, а в низині прекрасні ріки. Здебільшого перші поселенці займалися рибальством, так як річки були багаті на різні види риби. В архівах значиться, що село називали Верхній Караслов. Назва започаткована, як згадують перекази, від назви риби карась, яка водилася в річці.
З кожним роком населення села збільшувалось, але стара річка Боржава виходила з берегів і часто знищувала поселення. Тоді люди стали вибирати місця свого поселення на природних підвищеннях, щоб повені не завдавали їм шкоди. Чотирнадцять родин поселилось між лівим берегом старого русла Боржави та правим берегом Малої Синявки. Це село стали звати Греблею. Назва села походить від того, що люди будували греблі, аби їх домівки не змивала вода. І для покращення життя селян прокопали канал від річки Боржави до річки Мала Синявка завдовжки близько 800 метрів.
Першу згадку про поселення Верхній Караслов знаходимо в письмових джерелах 1490 р. Зокрема в архівних документах згадується, що саме в 1490 році за розпорядженням володаря цих земель було проведено перепис підпорядкованих йому володінь з метою упорядкування і накладення феодальних повинностей. Графські переписувачі і записали в податкові книги відомості про село. Було це невеличке, у кілька хатин поселення, що розташовувалося на лівому березі старого русла річки Боржава. Тепер ця місцевість знаходиться метрів 500—600 на захід від Греблянської електропідстанції. У ті давні часи це поселення мало назву «Полянка».
На початку XV століття, за п'ятдесят метрів від потічка Ходиш вгору, почалось будівництво водяного млина. Очевидно, власник млина вибрав місце для забудови тому, що тут був деякий природний поріг — перепад води, зниження її на 40-50 см.
При будівництві дерев'яного млина спорудили і дерев'яну греблю із шлюзом та широким лотком, який направляв воду на велике нижньобійне водяне колесо. З допомогою трансмісії та зубчастої передачі приводились у рух кам'яні жорна. Так мололи зерно на борошно. Виготовляли в млині і соняшникову олію.
Поряд із млином і виникли перші дерев'яні та валькові хатинки із маленькими віконцями і солом'яними стріхами. Але млин із греблею, крім великої користі, приносив ще й велике лихо. Від талих і дощових вод р. Боржава часто розливалася, заливала поля, робила собі водяні рукави. Згодом водяне колесо, млин і сама гребля застаріли і вимагали великого ремонту, але його власники не мали для цього коштів. Тому будівлі разом із млином руйнувалися і занепадали. А кілька великих весняних повеней на Боржаві знищили не тільки млин, але й змусили селян переселитись на нове, більш віддалене від річки місце.
Переселенці будували хати вздовж ґрунтового шляху, що йшов із Дубрівки в напрямку великого тракту — шляху Мукачево — Хуст.
Існує легенда, що млин було побудовано на лівому березі Малої Синявки, коли ще ця річка там не протікала. Після побудови млина, хазяїн запросив чоловіка з Міжгірщини, який керував водою. Цей чоловік, роздивившись місцевість та млин, кинув перед млином гілку з лози і через мить по цій гілці маленьким струмком почала текти вода прямо на млин. З часом струмок ставав дедалі повноводнішим і перетворився на річку. І відтоді русло річки Боржави змінило свій напрямок. На місці знаходження млина ще й сьогодні можна побачити сваї з цього млина, а урочище до наших часів носить назву «Млинище».
З розвитком індустрії цей млин став занепадати. Тоді люди побудували на початку села новий паровий млин, який працював на вугіллі. Він діяв до сорокових років двадцятого століття. Але з розвитком техніки і цей млин став нерентабельним, так як стали будувати електричні млини. Зараз у селі є також великий електричний млин.
Та не завжди р. Боржава спокійна та привітна. Неодноразово на річці були великі повені. До сьогоднішніх днів пам'ятають жителі нашого села страшну повінь 1984 року. Товсті та масивні уламки криги загородили міст, що знаходився на ділянці дороги між селами Гребля та Вільхівка і, зрештою, повністю зруйнували його. Тоді могутні води р. Боржави розлилися на величезну територію. Нижній кінець села та Нова вулиця були повністю залиті водою. Було зруйновано велику кількість будинків односельців та понівечено багато майна. Залишки крижаних брил товщиною аж до 0,5 м до квітня лежали на полях. На щастя обійшлося без людських жертв. В результаті цього, ще за радянських часів, у 1985—1986 рр. і було збудовано масивну дамбу, яка простяглася на 4 км вздовж правого берега річки Боржави. Дамба надійно захищає наше село від подальших повеней на річці Боржаві, яка бере свій початок на Боржавських полонинах, з г. Стой. Свої води річка несе у Тису, яка в свою чергу впадає у Дунай. Річка багата на різні види риб, тут було впіймано нашими односельцями сома (діалектн. гарча), який мав довжину 1,86 м, вага 45 кг.
Церква Успіння пр. богородиці. 1841.
У 1797 р. в селі була дуже тісна стародавня дерев'яна церква, а фара була вкрита соломою. Розповідають, що найдавніша церква стояла в місцевості «Церквище», а остання дерев'яна церква стояла біля північного фасаду теперішньої мурованої з каменю базилічної церкви.
Церква, що була нібито збудована італійцями з 1841 по 1846 p., має бароковий декор на всіх фасадах, оригінальне художнє вирішення вежі і розкішний бароковий стінопис у інтер'єрі. Стінопис виконав художник В. Шишовський (можливе й інше прочитання прізвища) в 1909 р., а 1989 р. художник Василь Балог оновив малювання. Розкішний іконостас перенесли, кажуть, з Виноградівського району.
Своєрідну дерев'яну каркасну дзвіницю збудував Іван Кинів з Ко -м'ят на початку 1930-х років. Два дзвони, один з яких виробництва фірми «Акорд», забрали в Другу світову війну. Залишився великий дзвін фірми «Акорд» 1931 р. та менший з написом ВО СЛАВУ БОЖУ ИЗЛІЯСЯ ВО ПЕШТІ 1862 ГОДА ИЖДИВЕНІЄМЬ И ТРУДОМ ВІРНИКОВ ГРЕБЛЯНСЬКИХ, автором якого був Андрій Шаудт з сином. Кам'яний хрест біля церкви по ставив Василь Сочка в 1903 р.
Протягом першої половини XX ст. в селі служили священики о. Геревич, о. Васовчик та о. Панфіл Яцкович.

## Населення
Станом на 1989 рік у селі проживали 1114 осіб, серед них — 549 чоловіків і 565 жінок.
За даними перепису населення 2001 року у селі проживали 1312 осіб. Рідною мовою назвали:
| Мова       | Кількість осіб | Відсоток |
| ---------- | -------------- | -------- |
| українська | 1307           | 99,62 %  |
| російська  | 5              | 0,38 %   |

## Політика
На виборах у селі Гребля працює окрема виборча дільниця, розташована в приміщенні школи. Результати виборів:
- Парламентські вибори 2002: зареєстровано 892 виборці, явка 91,48 %, найбільше голосів віддано за СДПУ(о) — 35,42 %, за Блок Віктора Ющенка «Наша Україна» — 28,06 %, за Комуністичну партію України — 6,86 %[8].
- Вибори Президента України 2004 (перший тур): 734 виборці взяли участь у голосуванні, з них за Віктора Ющенка — 49,32 %, за Віктора Януковича — 38,96 %, за Олександра Яковенка — 1,91 %[9].
- Вибори Президента України 2004 (другий тур): 761 виборець взяв участь у голосуванні, з них за Віктора Ющенка — 55,45 %, за Віктора Януковича — 42,05 %[10].
- Вибори Президента України 2004 (третій тур): зареєстровано 925 виборців, явка 82,81 %, з них за Віктора Ющенка — 65,54 %, за Віктора Януковича — 31,07 %[11].
- Парламентські вибори 2006: зареєстровано 926 виборців, явка 79,59 %, найбільше голосів віддано за Блок Юлії Тимошенко — 34,74 %, за блок Наша Україна — 25,78 %, за Партію регіонів — 19,54 %[12].
- Парламентські вибори 2007: зареєстровано 937 виборців, явка 65,96 %, найбільше голосів віддано за блок Наша Україна — Народна самооборона — 38,67 %, за Блок Юлії Тимошенко — 26,05 %, за Партію регіонів — 20,87 %[13]
- Вибори Президента України 2010 (перший тур): зареєстровано 967 виборців, явка 68,36 %, найбільше голосів віддано за Юлію Тимошенко — 26,78 %, за Віктора Януковича — 22,84 %, за Арсенія Яценюка — 16,34 %[14].
- Вибори Президента України 2010 (другий тур): зареєстровано 966 виборців, явка 63,98 %, з них за Юлію Тимошенко — 56,63 %, за Віктора Януковича — 36,41 %[15].
- Парламентські вибори 2012: зареєстровано 999 виборців, явка 58,36 %, найбільше голосів віддано за Всеукраїнське об'єднання «Батьківщина» — 38,08 %, за Партію регіонів — 24,87 % та УДАР — 19,21 %.[16] В одномандатному окрузі найбільше голосів отримав Павло Балога (Єдиний Центр) — 43,38 %, за Степана Деркача (Партія регіонів) — 40,37 %, за Василя Лазоришинця (УДАР) — 6,70 %[17].
- Вибори Президента України 2014: зареєстровано 1000 виборців, явка 57,10 %, з них за Петра Порошенка — 74,26 %, за Юлію Тимошенко — 8,41 %, за Олега Ляшка — 6,30 %[18].
- Парламентські вибори в Україні 2014: зареєстровано 1012 виборців, явка 45,65 %, найбільше голосів віддано за Блок Петра Порошенка — 33,12 %, за «Народний фронт» — 29,22 % та Об'єднання «Самопоміч» — 8,87 %.[19] В одномандатному окрузі найбільше голосів отримав Павло Балога (самовисування) — 52,60 %, за Василя Сабадоша (Народний фронт) проголосували 13,85 %, за Василя Якубця (Сильна Україна) — 7,14 %[20].

## Відомі уродженці
- Галас Іван Іванович (1933) — народний депутат України 1-го скликання.

## Туристичні місця
- канал від річки Боржави до річки Мала Синявка завдовжки близько 800 метрів.
- храм Успіння пр. богородиці. 1841.
- розвідані мінеральні та термальні сірководневі джерела та поклади природного газу.
- урочище «Млинище».